# This Is Hell
This Is Hell es el segundo álbum de la banda sueca Dimension Zero.

## Lista de canciones
1. "The Introduction to What This Is" – 2:38
2. "Dimension Zero" – 2:53
3. "Immaculate" – 3:52
4. "Blood on the Streets" – 3:09
5. "Into and Out of Subsistence" – 3:09
6. "The Final Destination" – 4:50
7. "Amygdala" – 3:27
8. "Killing My Sleep" – 4:01
9. "This Light" – 4:28
10. "Di'i Minores" – 3:52
11. "Helmet" - bonus track

## Integrantes
- Jocke Gothberg - voz
- Glenn Ljungström - guitarra
- Daniel Antonsson - guitarra
- Jesper Strömblad - bajo
- Hans Nilsson - batería

Todas las letras escritas por Jocke Gothberg y Jesper Strömblad y la música compuesta por Jesper Strömblad, Glenn Ljungström y Daniel Antonson.